# 제프리 초서
제프리 초서(영어: Geoffrey Chaucer, 1343년경~1400년? 10월 25일)은 잉글랜드의 작가이자 시인, 관료, 법관, 외교관이다. 설화집 《캔터베리 이야기》의 저자로 잘 알려져 있다. ‘순수한 영어의 샘’이라고 지칭되고 ‘영시의 아버지’ 등으로 불렸다.

## 생애
초서는 약 1343년 런던에서 부유한 포도주 상인의 아들로 태어났다. 그의 아버지와 조부는 몇 세대를 런던에서 포도주 상을 했었고, 가족들은 입스위치의 상인들이었다. 그의 이름 '초서'(chausseur)는 제화공(shoemaker)을 뜻하는 프랑스어에서 나왔다. 1324년 아버지 존 초서가 그의 고모에게 납치되었는데, 입스위치의 재산을 지키기 위해 12살 아들을 그녀의 딸과 결혼시키려는 시도였다. 그의 고모는 투옥되었고 250파운드의 벌금을 물었다. 그의 아버지는 1349년에 아그네스 캅튼과 결혼을 했고 그녀의 삼촌, 하모 드 캅튼으로부터 24개의 가게를 포함한 재산을 물려받았다. 하모 드 캅튼은 런던 탑의 자산가라고 불리는 이었다.
초서의 초기 생애와 교육에 대한 자료는 거의 남아있지 않지만, 동 시대 사람인 진주 시인(Pearl Poet) 윌리엄 랭글랜드와 종종 비교된다. 그는 생애를 증명하는 500개 이상의 자료를 가지고 있다. 그가 최초로 언급된 것은 1357년이었는데, 얼스터 백작 부인인 엘리자베스 드 버러의 답변에서였는데, 그의 아버지의 주선으로 귀족 부인의 시동이 되었을 때였다. 그는 관료, 외교관 그리고 공무원이나 왕을 위해 일하기도 했고, 고철을 모으거나, 분류하기도 했다.
1359년, 100년 전쟁의 초기 단계에 에드워드 3세는 프랑스를 침공했다. 그래서 초서는 엘리자베스의 남편인 라이오닐 앤트워프와 영국군의 일원으로 여행을 했다. 1360년에 랭스의 포위공격으로 붙잡혀서 전쟁포로가 되었다. 에드워드는 몸값으로 16파운드를 주었고, 초서는 석방되었다.
이 이후의 생애는분명하지 않지만, 그는 프랑스, 스페인, 플랑드르를 전령으로 여행하거나 산티아고데콤포스텔라를 순례한 것처럼 보인다. 약 1366년경에 필리파 로이엇(Philippa Roet)과 결혼을 했다.
많은 작품을 썼지만, 특히 미완성작인 《캔터베리 이야기》로 유명하다. 영국 문학의 아버지라고 불린다. 프랑스어나 라틴어가 아닌 자국어인 영어로 작품을 쓴 첫 번째 작가로 불린다.
프랑스와 이탈리아 문학의 영향을 받았으며, 그의 문학은 대체로 3기로 나뉜다. 제1기는 프랑스 문학을 라틴 문학과 함께 배워 그 영향을 받고 쓴 '프랑스 기'로 <공작 부인의 글> 등이 있다. 제2기는 단테·조반니 보카치오의 영향을 받은 '이탈리아 기'로 <영예의 집> <선녀 열전> 등이 있다. 제3기는 관찰의 눈과 기법이 뛰어난 시기로 그의 최대 걸작 《캔터베리 이야기》가 씌어졌다. 조반니 보카치오의 《데카메론》이 이 작품에 영향을 끼쳤다.

## 저서
주요 저서 《캔터베리 이야기》는 조반니 보카치오의 데카메론의 영향을 받은 작품으로, 캔터베리 성당으로 가는 순례자들이 말하는 형식의 설화집이다. 미완성임에도 불구하고, 영문학을 대표하는 문학 작품 중 하나이다.